# Anarchopterus criniger
Anarchopterus criniger — вид риб родини Іглицеві (Syngnathidae). Поширені на заході Атлантичного океану від Північної Кароліни до Бразилії, також в Мексиканській затоці. Невеличка рибка, розміром близько 10 см.